# Alma Mater

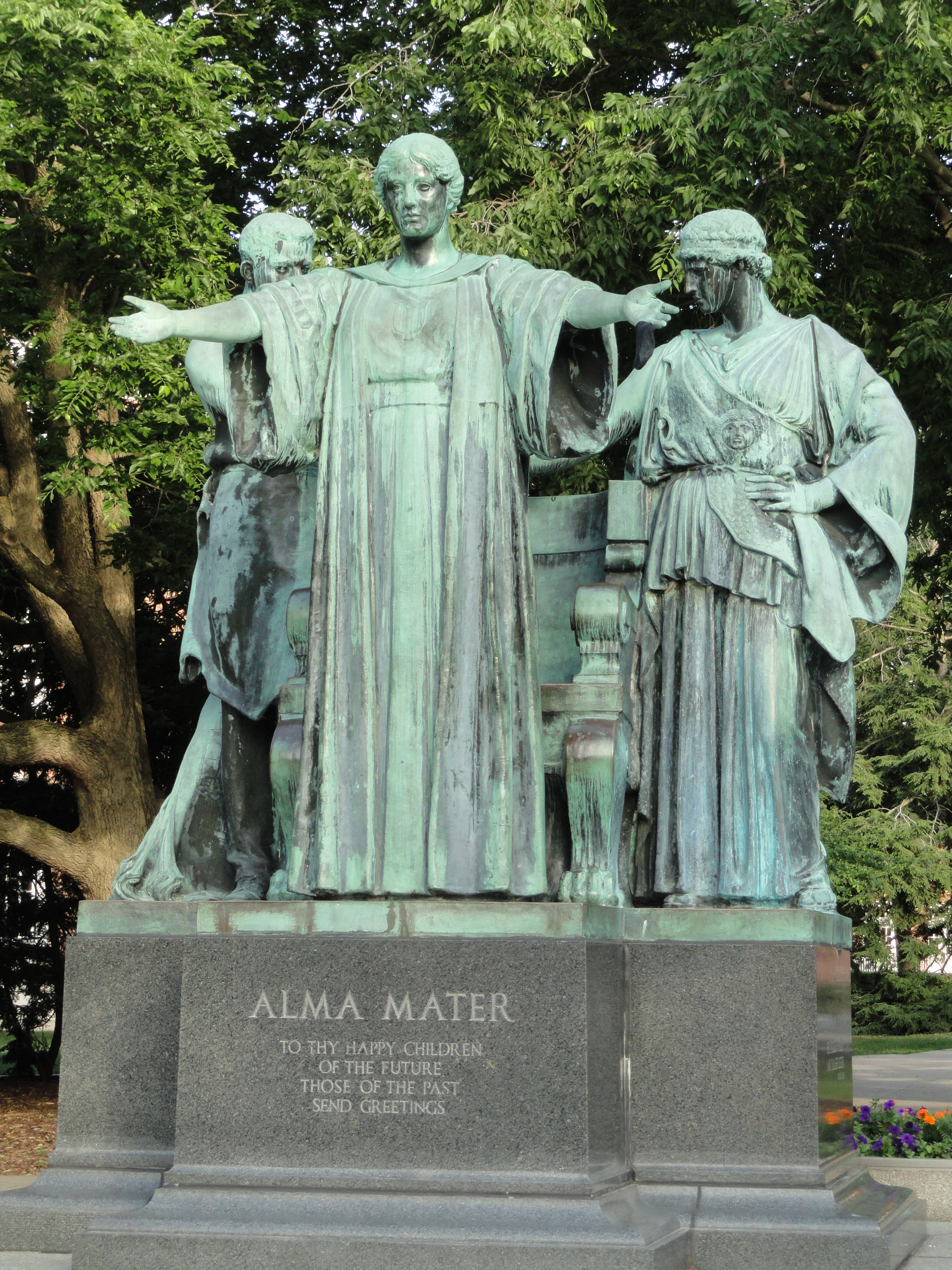
Alma Mater als Statue in den USA

Alma Mater (von lateinisch alma „nährend, gütig“ und mater „Mutter“) ist heute eine im deutschsprachigen Raum, Mitteleuropa, sowie in Nordamerika geläufige Bezeichnung für die Universität, an der man studiert hat oder arbeitet.

## Etymologie
Im Römischen Reich war alma ein Epithet für nährende, segenspendende Göttinnen, so z. B. alma Ceres, alma Tellus oder auch alma Venus. Im Mittelalter war mit alma mater meist die Gottesmutter Maria gemeint (z. B. in der Marianischen Antiphon des Breviers in der Advents- und Weihnachtszeit, Alma redemptoris mater).
Im 19. Jahrhundert auch die Bezeichnung für die Amme.

## Geschichte
Universitäten werden als Alma Mater bezeichnet, da Studierende dort metaphorisch mit Bildung und Wissen genährt werden. Der Ausdruck in dieser Verwendung stammt vom Motto „Alma mater studiorum“ der Universität Bologna, die als älteste Universität Europas auf die Jahre zwischen 1130 und 1140 zurückgeht und 1088 gegründet wurde. Im deutschsprachigen Raum findet sich die Bezeichnung beispielsweise bei der Alma Mater Rudolphina (1365), der Alma Mater Lipsiensis (1409) und der Alma Mater Viadrina (1506).
Diese Begriffsverwendung, die im britischen Englisch eher selten ist, wird im amerikanischen Englisch neben der Universität auch auf andere Schulen bis hin zur Grundschule ausgedehnt. Außerdem bezeichnet alma mater dort häufig Schul- oder Universitäts-Hymnen, die in den USA oft mit diesen Worten beginnen. Auch im deutschsprachigen Raum finden sich Studentenlieder, die die Alma Mater zum Thema haben. So wird z. B. in Tübingen die Alma Mater Tubingensis besungen.
Weitere
- Alma Mater Adolphiana
- Alma Mater Berolinensis
- Alma mater carolina ferdinandea
- Alma Mater Gryphiswaldensis
- Alma mater halensis
- Alma Mater Jenensis
- Alma Mater Philippina
- Alma Mater Viadrina